# Olios hirtus
Olios hirtus là một loài nhện trong họ Sparassidae.
Loài này thuộc chi Olios. Olios hirtus được Ferdinand Karsch miêu tả năm 1879.